# Trichogramma platneri
Trichogramma platneri är en stekelart som beskrevs av Nagarkatti 1975. Trichogramma platneri ingår i släktet Trichogramma och familjen hårstrimsteklar. Inga underarter finns listade i Catalogue of Life.